# ロックンゲームボーイ
『ロックンゲームボーイ』は、『月刊コミックボンボン』に1989年から1991年にかけて連載された、池原しげとによる少年漫画。単行本は全5巻。

## 概要
任天堂が1989年に発売した携帯型ゲーム機、ゲームボーイを題材にした漫画である。時期的に重なるため、漫画内にはスーパーファミコンのゲームもいくつか登場している。
ファミコンブーム期のファミコン漫画の乱立と比べると、ゲームボーイを題材にした漫画はあまり多くはない。同時期に『月刊コロコロコミック』に連載されていた「突撃!ゲームボーイ」（こいしさとし、全2巻）や『電脳ボーイ』（ながいのりあき、全5巻）が似たようなコンセプトの漫画である。
本作では、同作者の作品『ファミコン風雲児』に似た設定が多く見受けられる。ゲームを利用して悪事を企む秘密結社があったり、ネットワークを介した対戦が出来る設備が描かれたり、ゲームの世界に入り込んで戦ったりするなどが共通の特徴である。
ただし、『～風雲児』にたびたび登場した、ゲームデータの解析などのような、専門性の高い“技術”視点の描写は減り、ライバルとのゲーム対決描写が主となっている。なお、両作品には世界としての繋がりは全くない。
『ファミコン風雲児』と同様に、ゲームの中の世界が丁寧に表現されているのが特徴である。作中で『ロックマンワールド』を題材にした回があり、池原は本作の連載終了直後にロックマンシリーズの漫画の執筆を開始している。
単行本収録時に、ボンボン連載時のものからカットされた部分もある。5巻でカットされた部分は以下の通り。
- ゲームエデン突入後の『機動戦士ガンダムF91 フォーミュラー戦記0122』対決全体
- ゲームエデンのナンバーワンを決める『ジェリーボーイ』対決の一部

## あらすじ
仲間たちとゲームボーイのサークルを立ち上げた少年「南波一」は、日本一のゲーマーを目指して日々特訓を続けていた。
ある日、突如姿を消した兄「南波翔」の行方を追っていくうちに、ゲームを利用して野望を企む謎の秘密結社「BUG（バグ）」の存在を知る。兄の救出と野望阻止のため、南波一はBUGとのゲーム対決に挑む。

## 登場人物

### ロックンゲーマーズ
南波一（なんば はじめ）
日本一のゲームボーイプレーヤーを目指し、日々努力を重ねる少年。ゲーム名人である兄・翔に勝つことを目標としている。
南波翔（なんば しょう）
一の兄。テレビや雑誌に出るほどのゲーム名人。ある日突然、誰にも行き先を告げることなく、行方不明になる。
源旛（げんば）
元々はBUGに連れ去られてメンバーになっていた。BUGで一緒だった翔から一にゲームをやめさせるよう頼まれ、一と『テトリス』勝負をしたが敗北。以降は一と協力して、BUGの調査をする。
チビ豆（ちびまめ）
一の親友。腕前はそれほどでもないが、ゲームに関する知識を豊富に持っている。
一樹（かずき）
たくさんのゲーマーが集まって作られたゲーム塾「芸夢の里（げいむのさと）」のリーダー。ゲームだけでなくコンピュータにも詳しい。
樹里亜（じゅりあ）
一樹の妹。芸夢の里で一樹と一緒に腕を磨いている。

### BUG
BUGの怪人
ブラックゲームボーイを持ち、一に『テトリス』勝負を仕掛けてきた。失態を繰り返す翔の前に現れ、『レッドアリーマ』のゲーム内に閉じ込める。
なお、BUGのゲーマーが、真っ黒の本体色をしたブラックゲームボーイを持ってたびたび登場するが、当時発売されていたゲームボーイは一色のみである。後にゲームボーイのカラーバリエーションである「ゲームボーイBros」の一つとして、実際にブラックが発売されている。
破州和人（はす かずと）
BUGにスカウトされて世界一のゲーマーになることを夢見る少年。『ネメシス』のゲーム大会決勝で一と対決する。
BUGのスカウトマン
南波家の翔の部屋からフロッピーを盗み出して逃走したが、破州和人との『ネメシス』対決の場に再び現われる。
南波翔
BUGによって連れ去られ、マイクロチップを埋め込まれた南波翔。洗脳マシーンにより洗脳され、BUGのゲームリーダーとして一の前に幾度となく立ちはだかる。
アンドロイド
BUGの回線を突き止めた一が、翔に『クォース』勝負を挑まれた際に対戦相手として戦った。
『ダブルドラゴン』で戦ったゲーマー
本名不明。BUGの基地に乗り込んできた南波兄弟を捕まえようと、ゲーム対決を挑む。
BAL（バル）
BUGの基地を操るメインコンピューター。一の腕前を見るために、立体フォノグラムによる自身の化身と戦わせる。対決後は一の持つポテンシャルに期待し、様々な支援を行う。BUG壊滅のチャンスにコンピューターを乗っ取るが、総統にバックアップを起動され阻止され、同時に発動した自爆プログラムによって消滅、最後のキーが『ボンブリス』というメッセージを残した。
ハメルン塾の塾長
BUGのマジシャン。入るだけでゲームも勉強も出来るようになる「ハメルン塾」を各地に作り、子供たちを集める。集めた子供たちを催眠術で操り、BUGへと連れ去ろうとする。
活戸勝（かつと まさる）
ハメルン塾の塾長に協力していたBUGのゲーマー。一との『R-TYPE』対決の後に改心し、ハメルン塾にさらわれた子供たちを助けるために協力する。マジシャンが潜伏している船に忍び込んだ後、マジシャンを道づれに船の中で沈んだ。
ビットベンダーズ
BUGの砦を守るゲーム四天王。黒いカセットにより「ゲームショップ・アリス」にある禁断の扉を開いたゲーマーの腕前を調べる役割を担う。
トム
BUGの作ったゲーム天国「ゲームエデン」の住人。ビットベンダーズとの戦いの後、行方が分からなくなった一の居場所を教える約束をし、チビ豆と『機動戦士ガンダムF91 フォーミュラー戦記0122』で対決する。
バクスター
BUGのエリートゲーマー。「ゲームエデン」のナンバーワンゲーマーを決めるテストで翔、一と対決する。
BUGのボス
「ゲームエデン」のリーダー。武器商人であるBUGが作った兵器を生かせるパイロットを育てるため、ゲーマーを集めている。戦闘マシーンの襲撃で死亡したようである。
BUGの総統
武器商人BUG本部のリーダー。強力な戦闘マシーンを量産し、優秀なゲーマーに操縦させて世界征服を狙う。戦闘マシーンの襲撃に巻き込まれ死亡。ミサイルを発射のカウントダウンの段階まで準備していたが、『ボンブリス』によって阻止された。